# I Got U (Duke Dumont-dal)
Az I Got U című dal a brit producer Duke Dumont és Jax Jones közös dala. A kislemez Dumont 2014. január 13-án megjelent debütáló EP1 című stúdió albumának második dala. A dal az angol kislemezlistára is felkerült, mely Észak-Amerikában is megjelent. A dal az angol Now 87 című válogatás CD-n is helyet kapott, valamint a Forza Horizon 2 videójátékban is hallható.

## Előzmények
A dalt Whitney Houston My Love Is Your Love című dala ihlette, melyről Dumont azt nyilatkozta: Ez a kedvenc Whitney Houston dalom, különösképpen hogy ez most aktuális is.
2014 áprilisában Dumont elmagyarázta a dal elkészítésének folyamatát:
"Télen-nyáron dalokat készítek, olyan vagyok, mint az a tipikus brit személy, aki télen fázik, nyáron pedig melege van, így a stúdió jelenti az igazi kikapcsolódást ezekben az időszakokban. Nem volt olyan terv, hogy nyári dalt fogok készíteni, és januárban jelentetem meg."
A dal az Egyesült Királyságban 2014 március 16-án jelent meg a Virgin és az EMI kiadóknál. A remixeket tartalmazó EP-re olyan mixmesterek készítettek remixet mint MK, Tensnake, Jonas Rathsman, Bondax and High Contrast.

## Promóció
A dalt először 2013 december 6-án mutatták be az Annie Mac show keretein belül a Radio 1 csatornán.

## Videóklip
A videóklipet Rémy Cayuela rendezte, mely 2014. február 14-én jelent meg. A videot Bangkok és Phuket között forgatták. A klipben Új-Zéland egyik modellje Kylee Tan és a színész Rique is szerepelt. A dal klipjének forgatásán csupa pozitív élményben volt része a szereplőknek. A Capital Xtra meg is jegyezte, hogy a klip minden olyan élményt tartalmazott, mely a dal hangulatát jellemezte, úgy mint a partikra váró hajók, hajókirándulás, máglyák. A Go magazin véleménye szerint a trópusi díszek, a türkizkék vizek, a medencék, a frissen vágott görögdinnye, a bungee ugrások, a kíváncsi majmok, a szabadság feelingje, a rengeteg modell, mind olyan elemek, melyek nélkül nem lett volna teljes a forgatás.

## Megjelenések
CD Single  Virgin EMI Records 0602537812325
- I Got U (Original Version) – 4:45
- I Got U (Extended Version) – 3:00
- I Got U (Radio Edit) – 3:16
- I Got U (Tensnake Remix) – 5:48
- I Got U (Eat More Cake Remix) – 6:00

## Slágerlista és helyezések

### Heti slágerlista helyezések
| Slágerlista (2014)                        | Legmagasabb helyezés |
| ----------------------------------------- | -------------------- |
| Ausztrália (ARIA)                         | 17                   |
| Ausztria (Ö3 Austria Top 40)              | 19                   |
| Belgium (Ultratop 50 Flanders)            | 14                   |
| Belgium (Ultratop 50 Wallonia)            | 32                   |
| Csehország (Rádio Top 100)                | 6                    |
| Csehország (Singles Digitál Top 100)      | 17                   |
| Dánia (Tracklisten Top 40)                | 36                   |
| Európa (Euro Digital Songs)               | 2                    |
| Franciaország (Single Top 100)            | 35                   |
| Németország (Media Control Charts)        | 22                   |
| Magyarország (Rádiós Top 40)              | 2                    |
| Magyarország (Single Top 40)              | 3                    |
| Írország (IRMA)                           | 1                    |
| Izrael (Media Forest)                     | 3                    |
| Italy (FIMI)                              | 10                   |
| Hollandia (Single Top 100)                | 47                   |
| Új-Zéland (Recorded Music NZ)             | 29                   |
| Lengyelország (Polish Airplay Top 20)     | 5                    |
| Lengyelország (Dance Top 50)              | 17                   |
| Skócia (Scottish Singles Top 40)          | 2                    |
| Szlovákia (Rádio Top 100)                 | 17                   |
| Szlovákia (Singles Digitál Top 100)       | 14                   |
| Svájc (Schweizer Hitparade)               | 36                   |
| Egyesült Királyság (UK Dance Chart)       | 1                    |
| Egyesült Királyság (UK Singles Chart)     | 1                    |
| US Hot Dance/Electronic Songs (Billboard) | 13                   |
| US Hot Dance Club Songs (Billboard)       | 1                    |

### Év végi slágerlistás helyezések
| Slágerlista (2014)                   | Helyezések |
| ------------------------------------ | ---------- |
| Németország (Official German Charts) | 78         |
| Olaszország (FIMI)                   | 55         |
| Lengyelország (ZPAV)                 | 13         |
| Egyesült Királyság (OCC)             | 26         |

### Megjelenések
| Ország             | Dátum           | Formátum           | Label      |
| ------------------ | --------------- | ------------------ | ---------- |
| Belgium            | 2014 január 13  | Digitális letöltés | Virgin EMI |
| Egyesült Királyság | 2014 március 16 | Digitális letöltés | Virgin EMI |

## Külső hivatkozások
- A dal videóklipje[43]
- 2014 slágerlistás No 1 (USA) dalai (angol nyelven)[44]
- Dalszöveg[45]